# Кутлук-хан
Кутлук-хан (Кулук-Салтан, Кулук, Тулук) — сибирский хан (1505—1525) из династии Шибанидов. Сын хана Ибака.

## Биография
Происходил из династии Чингизидов, ветви Шибанидов. Сын хана Ибака. Сведений о нём очень мало. В Вычегодско-Вымской летописи указывается, что в 1505 году Кутлук выступил на Чинги-Туру (Тюмень), где началась борьба между Агалак-ханом и его племянником Ахмадом. Победив обоих, захватил власть. В том же году совершил нападение на Великую Пермь, где пограбил Нижнюю землю, в том числе земли в долине реки Кама.
В 1525 году потерпел поражение от сибирского хана Касима, в результате чего вместе с братом Муртаза-султаном и другими родственниками откочевал к северной границе Государство Шейбанидов. Дальнейшая судьба неизвестна. Чинги-Тура была захвачена противником, а остатки Тюменского ханства присоединены к Сибирскому.